# Ивановский (Зимовниковский район)
Ивановский — хутор в Зимовниковском районе Ростовской области. Входит в состав Северного сельского поселения.
Население — 7 (2012)

## История
Основан в 1929 году татарскими переселенцами из Красной слободы, Маляевки и Бахтияровки Царицынской губернии. Хутор получил название в честь русского Ивана, порекомендовавшего место для поселения.

## География
Хутор расположен на севере Зимовниковского района в пределах Ергенинской возвышенности, являющейся частью Восточно-Европейской равнины, по левому берегу реки Мазанка. Средняя высота над уровнем моря — 48 м. Рельеф местности равнинный.
По автомобильной дороге расстояние до Ростова-на-Дону составляет 330 км, до ближайшего города Волгодонск — 86 км, до районного центра посёлка Зимовники — 39 км, до административного центра сельского поселения хутора Гашун — 27 км.

## Население
| 2006 | 2007 | 2008 | 2009 | 2010 | 2011 | 2012 |
| ---- | ---- | ---- | ---- | ---- | ---- | ---- |
| 7    | →7   | →7   | →7   | ↘6   | ↗7   | →7   |

В 2002 году численность населения составляла 12 человек.